# 相良茉優
相良 茉優（さがら まゆ、1995年4月17日 - ）は、日本の女性声優。京都府出身。HIGH PINE所属。
声優ユニットのPrima Porta、虹ヶ咲学園スクールアイドル同好会のメンバー。

## 経歴
幼少期からアニメ好きであり、小学校高学年の頃には声優になりたいと思っていた。のちに深夜アニメにもハマり、『魔法少女リリカルなのはStrikerS』での、水樹奈々と田村ゆかりの主題歌やキャラクターの表現に影響を受ける。
高校生から声優オーディションを受け始め、どうしたら学校生活を声優の道にシフトチェンジできるのかばかり考えていた。その後、プロ・フィット声優養成所に合格。卒業後、当時プロ・フィットの系列事務所だったリンク・プランの所属となる。
2020年5月、徳井青空からの出演オファーを受け、短編映画『時々は、眠れない夜に』で実写映画デビュー。
同年9月30日をもって、内田秀とともにリンク・プランを退所。翌10月1日よりサイバーエージェントグループのDigital Doubleへ移籍した。
2023年、第17回声優アワードにて、「虹ヶ咲学園スクールアイドル同好会」として歌唱賞を受賞。同年、ユニバーサルミュージックと契約し、11月15日にファーストアルバム『Smile my style』を発売した。
2024年5月10日をもってDigital Doubleを退所し、フリーになったことを同月12日にX（旧Twitter）アカウントで報告した。同年7月22日よりHIGH PINEに所属。

## 人物
趣味はカラオケ、美味しいお店探し。特技はそろばん、ダーツ、テナーサックス。所持資格は暗算五段。
仲の良い声優として、リンク・プランでともに所属していた大西亜玖璃と内田秀を挙げていた。
2017年9月、アプリゲーム『ラブライブ! スクールアイドルフェスティバル ALL STARS』にて虹ヶ咲学園スクールアイドル同好会のメンバーの1人である中須かすみを演じることが発表される。もともと『ラブライブ!』のファンであり、スマホ向けアプリゲームである『ラブライブ! スクールアイドルフェスティバル』を得意としている。

## 出演
太字はメインキャラクター。

### テレビアニメ
2015年
- 聖剣使いの禁呪詠唱（生徒）

2016年
- アイドルメモリーズ（梶原未来）

2017年
- アイドルタイムプリパラ（2017年 - 2018年、女子生徒、ちあ子、風紀委員、女の子）

2019年
- ワンパンマン（女性市民E）
- キラッとプリ☆チャン（2019年 - 2020年、第九原ゆかり）
- 可愛ければ変態でも好きになってくれますか?（女子アナ）
- ダンベル何キロ持てる?（女学院生）
- 魔王様、リトライ!（真奈美）

2020年
- 放課後ていぼう日誌（女子）
- アラド:逆転の輪（波乱萬丈エリカ）
- ラブライブ!虹ヶ咲学園スクールアイドル同好会（2020年 - 2022年、中須かすみ） - 2シリーズ
- 戦翼のシグルドリーヴァ（石動・萌）

2021年
- ワッチャプリマジ!（2021年 - 2022年、甘瓜みるき）
- プラオレ!〜PRIDE OF ORANGE〜（水沢彩佳）
- ヴィジュアルプリズン（ファン）

2022年
- てっぺんっ!!!!!!!!!!!!!!!（清鶴かな）
- ある朝ダミーヘッドマイクになっていた俺クンの人生（虎ノ門うめ）
- アキバ冥途戦争（エステティシャン）

2023年
- にじよん あにめーしょん（2023年 - 2024年、中須かすみ） - 2シリーズ
- 犬になったら好きな人に拾われた。（猫谷ミケ）
- ライアー・ライアー（常夜生徒1、栗花落D）

2024年
- モブから始まる探索英雄譚（ルシェリア）
- 甘神さんちの縁結び（2024年 - 2025年、参拝客、きせき園の子供、月神神社の巫女、女子生徒）

2025年
- ツインズひなひま（ねこ）
- ボールパークでつかまえて!（サラ）
- ニートくノ一となぜか同棲はじめました（キラー・ヴェントール）
- わたしが恋人になれるわけないじゃん、ムリムリ!（※ムリじゃなかった!?）（甘織遥奈）

### 劇場アニメ
- 映画 ラブライブ!虹ヶ咲学園スクールアイドル同好会 完結編（2024年 - 2025年、中須かすみ[39][40]） - 全3章[一覧 3]

### OVA
- ラブライブ!虹ヶ咲学園スクールアイドル同好会 NEXT SKY（2023年、中須かすみ[41]）

### Webアニメ
- アイドルランドプリパラ（2021年、ちあ子）

### ゲーム
2015年
- 家電少女（りく）
- リーリヤのおともだち（マユ）

2016年
- サウザンドメモリーズ（トリムル）

2017年
- 青空アンダーガールズ!（相原希）

2018年
- ラブライブ! スクールアイドルフェスティバル（2018年 - 2023年、中須かすみ）
- ゲシュタルト・オーディン（相原希 ）
- CARAVAN STORIES（セリノ）

2019年
- RELEASE THE SPYCE secret fragrance（宗近飛粋）
- クイズRPG 魔法使いと黒猫のウィズ（イーザ・マーシア）
- オメガラビリンス ライフ（久遠柚結）
- マギアレコード 魔法少女まどか☆マギカ外伝（2019年 - 2024年、広江ちはる）
- ラブライブ! スクールアイドルフェスティバル ALL STARS（2019年 - 2023年、中須かすみ）

2020年
- タイムリフレイン ‐ 一巡後の世界 -（スカディ、ロリータ、ヘラ）
- グラフィティスマッシュ（リマ）
- レッド：プライドオブエデン（ソフィア）
- SINoALICE -シノアリス-（マッチ売りの少女）
- ひぐらしのなく頃に 命（2020年 - 2024年、公由一穂）

2021年
- 白猫プロジェクト（ニナ）
- ポーカーチェイス（吉良紗幸）

2022年
- ワッチャプリマジ！（2022年 - 2023年、みるき） - 2作品
- アズールレーン（Z16）

2023年
- サクライグノラムス（桃太郎）
- ラブライブ! スクールアイドルフェスティバル2 MIRACLE LIVE!（2023年 - 2024年、中須かすみ）
- スノウブレイク：禁域降臨（ファニー・ゴールデン）
- タワーオブスカイ（フィメラン）

2024年
- 日常侵食型ミステリーゲーム Project:;COLD 視聴者参加型デスゲーム ALTÆR CARNIVAL（墨田季楽々）
- ひみつのアイプリ / アイプリバース（マイキャラボイス〈かわいい〉） - 2作品

2025年
- Project:;COLD case.mirage（墨田季楽々）
- ラブライブ!虹ヶ咲学園スクールアイドル同好会 トキメキの未来地図（中須かすみ）

### ドラマCD
- 踊る星降るレネシクル（2015年、観衆）
- ヨメクラ（2017年、三重野理緒[66]）

### デジタルコミック
- ルミナス＝ブルー（2019年、秋元雨音）
- にじよん（2020年 - 2021年、中須かすみ） - 2シリーズ[一覧 5]

### 実写映画
- 時々は、眠れない夜に（2020年、せっちゃん[67]）

### ラジオ
※はインターネット配信。
- アイドルメモリーズ 私立華音学園放送部（2016年、音泉※）[68]
- Lumina Charisのルミカリキュラム！（2017年 - 2020年、HiBiKi Radio Station※）[69]
- ラブライブ!虹ヶ咲学園 ～にじちず放送室～（2024年 - 、HiBiKi Radio Station※）[70]

### テレビ
- アニソン!プレミアム!（2019年 - 2021年、NHK BSプレミアム）- アシスタント[71]

### インターネット放送
- いけません!茉優お嬢さま!（2020年 - 、ニコニコチャンネル）[72]
- まゆちのおそとゲーム（2020年 - 、ニコニコチャンネル）[73]
- 相良茉優のFUN！FAN！FACTORY（2020年 - 、OPENREC.tv）[74]
- 相良茉優と峯田茉優の 「まゆまゆ の まにまに」（2023年 - 2024年、ニコニコチャンネル）[75]

### オーディオブック
- ラブライブ! オーディオブックシリーズ ラブライブ!虹ヶ咲学園スクールアイドル同好会 素顔のフォトエッセイシリーズ Rainbow Days〜中須かすみ〜（2021年、中須かすみ）[76]

### ASMR
- 【京ことば】美容師さんごっこ【バイノーラル】（2021年、西園寺かなで）
- ばぶばぶ癒やしRemix!――女友達と後輩に赤ちゃん扱いされる話。（2022年、虎ノ門うめ）
- 絶対に心地いい咀嚼音ASMR。――ザクザク琥珀糖とカラコロ飴玉（2022年、虎ノ門うめ）
- 好きピと推し活マジしあわせ! ～アオハル学園 ギャル 七瀬璃央～（2022年、七瀬璃央）
- 本当に怖い百物語ASMR。――深闇の誘いヲ■に囁く（2022年、虎ノ門うめ）
- 六重奏ASMR――ヒロイン全員ハーレムで、あなただけにご奉仕します（2022年、虎ノ門うめ）
- かまってちゃんの甘えたがり委員長とひたすらイチャイチャするだけ…（2023年、東條菜々）
- お隣JKとお部屋でごはんデートASMR『Happy Table』（2023年、桜木結菜）
- お〜るあうと!〜清楚?な新人トレーナーと マシントレーニング〜（2023年、小川優里亜）
- ドレミー・スイートのヒミツのおしかけボイス（2023年、ドレミー・スイート）
- 負けヒロインの2号ちゃん～本命彼女と一途な2号の三角関係～（2024年、2号ちゃん）
- 秘湯の癒し小町『なごみ郷耳かき店』へようこそ～艶麗な店主のお膝で至福のひとときを～（2024年、鳴子紅葉）
- あまあまねいろ～日本文化が大好きなJKとデート&恩返し耳かきとオイルマッサージで癒やしのひととき～（2025年、国甘エマ）

### その他コンテンツ
- 温泉むすめ（2018年、芦原小梅[77]）
- パチスロ『シンデレラブレイド4』（2021年、サラ[78]）
- 声優e-Sports部 4期生（2022年10月 - ）YouTubeでのゲーム実況
- 穴原温泉吉川屋『かむろみプロジェクト』（2023年、音羽[79]）
- 創彩少女庭園（2023年 - 、虹村映美）[80]
- 朗読劇『ワッチャ！リーディング！マジック！』（2023年9月15日 - 16日、一ツ橋ホール） - 甘瓜みるき 役[81]
- 朗読劇『ネコたん！〜猫町怪異奇譚〜』（2024年、財部梨杏[82]）
- LIAR GAME murder mystery『爆発廃工場 〜犯人の挑戦状〜』『首切りホテル 〜最後の夜宴〜』（2024年、飛行船シアター）[83]

## 書籍

### 写真集
- 相良茉優1st写真集 夏初月（2021年6月11日、秋田書店）ISBN 978-4253110952
- 相良茉優2nd写真集 いざよい（2022年6月21日、秋田書店）ISBN 978-4253111058
- 相良茉優3rd写真集 He Me to ひ み つ（2025年4月17日、講談社）ISBN 978-4065391167

## ディスコグラフィ

### シングル

#### 配信限定シングル
|     | 配信日        | タイトル            |
| --- | ------------- | ------------------- |
| 1st | 2024年6月26日 | むくわれないや      |
| 2nd | 2024年7月24日 | 星空ワンダー        |
| 3rd | 2024年8月21日 | あなたへのアイリス  |
| 4th | 2024年9月18日 | Secret girls' party |

### ミニアルバム
|        | 発売日         | タイトル   | 規格品番  | 規格品番  | オリコン 最高位 |
| 限定盤 | 発売日         | タイトル   | 通常盤    |           | オリコン 最高位 |
| ------ | -------------- | ---------- | --------- | --------- | --------------- |
| 1st    | 2024年11月13日 | つよがり。 | UICZ-9245 | UICZ-4692 |                 |

### アルバム
|        | 発売日         | タイトル       | 規格品番  | 規格品番  | オリコン 最高位 |
| 限定盤 | 発売日         | タイトル       | 通常盤    |           | オリコン 最高位 |
| ------ | -------------- | -------------- | --------- | --------- | --------------- |
| 1st    | 2023年11月15日 | Smile my style | UICZ-9240 | UICZ-4650 | 41位            |

### キャラクターソング
| 8月29日  | STAR☆TING!                                                                      | 青空アンダーガールズ | 「STAR☆TING!」 「オレンジ」                                                 | ゲーム『青空アンダーガールズ!』関連曲                              |
| 8月29日  | STAR☆TING!                                                                      | GE:NESiS | 「Karisome Irony」 「イバラノミチ〜記憶の果て〜」 「Beyond the tears」      | ゲーム『青空アンダーガールズ!』関連曲                              |
| 2021年   |                                                                                 | |                                                                             |                                                                    |
| 8月25日  | 「マギアレコード魔法少女まどか☆マギカ外伝」Music Collection 2                   | 時女一族 | 「山茶花の跡」                                                              | ゲーム『マギアレコード 魔法少女まどか☆マギカ外伝』関連曲           |
| 11月24日 | ファイオー・ファイト!                                                           | SMILE PRINCESS | 「ファイオー・ファイト！」                                                  | テレビアニメ『プラオレ！〜PRIDE OF ORANGE〜』オープニングテーマ    |
| 11月24日 | ファイオー・ファイト!                                                           | SMILE PRINCESS | 「be Cute」                                                                 | テレビアニメ『プラオレ！〜PRIDE OF ORANGE〜』関連曲                |
| 12月22日 | プラオレ！〜PRIDE OF ORANGE〜 BD第1巻特典CD                                     | SMILE PRINCESS | 「ハレ、のちドリーミンぐっ！〇」                                            | テレビアニメ『プラオレ！〜PRIDE OF ORANGE〜』挿入歌                |
| 12月22日 | プラオレ！〜PRIDE OF ORANGE〜 BD第1巻特典CD                                     | 水沢彩佳（相良茉優） | 「ファイオー・ファイト！」                                                  | テレビアニメ『プラオレ！〜PRIDE OF ORANGE〜』関連曲                |
| 2022年   |                                                                                 | |                                                                             |                                                                    |
| 1月26日  | プラオレ！〜PRIDE OF ORANGE〜 BD第2巻特典CD                                     | SMILE PRINCESS | 「period」                                                                  | テレビアニメ『プラオレ！〜PRIDE OF ORANGE〜』挿入歌                |
| 2月23日  | プラオレ！〜PRIDE OF ORANGE〜 BD第3巻特典CD                                     | SMILE PRINCESS | 「Victory Sunrise」                                                         | テレビアニメ『プラオレ！〜PRIDE OF ORANGE〜』挿入歌                |
| 3月25日  | TVアニメ『ワッチャプリマジ！』キャラクターソングミニアルバム PUMPING WACCHA! 01 | 甘瓜みるき（相良茉優）、はにたん（小倉唯） | 「イワナイ」                                                                | テレビアニメ『ワッチャプリマジ！』挿入歌                           |
| 5月25日  | TVアニメ『ワッチャプリマジ！』キャラクターソングミニアルバム PUMPING WACCHA! 02 | 陽比野まつり（廣瀬千夏）、弥生ひな（内田彩）、甘瓜みるき（相良茉優）、心愛れもん（鈴木杏奈）、皇あまね（庄司宇芽香）                           | 「ワッチャ！プリーズ！マジック！-What's your "Please" Magic？-（5人ver.）」 | テレビアニメ『ワッチャプリマジ！』挿入歌                           |
| 8月17日  | てっぺんっ天国 〜TOP OF THE LAUGH!!!〜                                          | てっぺんっオールスターズ | 「てっぺんっ天国 〜TOP OF THE LAUGH!!!〜」                                  | テレビアニメ『てっぺんっ!!!』オープニングテーマ                    |
| 8月24日  | SMILE PRINCESS BEST FACE OFF                                                    | あるねしうむ | 「naturally」                                                               | テレビアニメ『プラオレ！〜PRIDE OF ORANGE〜』関連曲                |
| 2023年   |                                                                                 | |                                                                             |                                                                    |
| 2月15日  | 逆境☆不惑☆フラクション/レッツゴー・マイ・ハウス!!!                              | 犬飼加恋（会沢紗弥）、猫谷ミケ（相良茉優）、月城うさぎ（小坂井祐莉絵）                                                                         | 「レッツゴー・マイ・ハウス!!!」                                             | テレビアニメ『犬になったら好きな人に拾われた。』エンディングテーマ |
| 2月15日  | 逆境☆不惑☆フラクション/レッツゴー・マイ・ハウス!!!                              | 猫谷ミケ（相良茉優） | 「レッツゴー・マイ・ハウス!!!」                                             | テレビアニメ『犬になったら好きな人に拾われた。』エンディングテーマ |
| 3月22日  | ワッチャプリマジ！ミュージックコレクション                                      | 甘瓜みるき（相良茉優）、心愛れもん（鈴木杏奈）                                                                                                 | 「Sweetness×Darkness」                                                      | テレビアニメ『ワッチャプリマジ！』挿入歌                           |
| 3月22日  | ワッチャプリマジ！ミュージックコレクション                                      | 陽比野まつり（廣瀬千夏）、弥生ひな（内田彩）、甘瓜みるき（相良茉優）、心愛れもん（鈴木杏奈）、皇あまね（庄司宇芽香）、御芽河あうる（藤寺美徳） | 「ワッチャ！プリーズ！マジック！ -What's your "Please" Magic?-（6人ver.）」 | テレビアニメ『ワッチャプリマジ！』挿入歌                           |
| 8月23日  | fakey merry game                                                                | SMILE PRINCESS | 「fakey merry game」                                                        | テレビアニメ『ライアー・ライアー』エンディング主題歌               |
| 8月23日  | fakey merry game                                                                | SMILE PRINCESS | 「Revolution No.1」                                                         | ゲーム『プラオレ！ 〜SMILE PRINCESS〜』挿入歌                      |
| 2024年   |                                                                                 | |                                                                             |                                                                    |
| 8月18日  | MOVE ON BABY                                                                    | SMILE PRINCESS | 「MOVE ON BABY」                                                            | テレビアニメ『モブから始まる探索英雄譚』第7話エンディング          |
| 8月18日  | MOVE ON BABY                                                                    | SMILE PRINCESS | 「PRINCESS PRIDE」                                                          |                                                                    |
| 2025年   |                                                                                 | |                                                                             |                                                                    |
| 4月16日  | ボールパークでShake！Don't Shake！                                              | ルリコ（ファイルーズあい）、こひなた（内田真礼）、アオナ（長谷川育美）、こころ（瀬戸桃子）、サラ（相良茉優）                                   | 「ボールパークでShake！Don't Shake！」                                      | テレビアニメ『ボールパークでつかまえて!』エンディングテーマ        |

### シリーズ一覧
1. ↑  第1期（2020年）、第2期（2022年）
2. ↑  第1期（2023年）、第2期『2』（2024年）
3. ↑  第1章（2024年）、第2章（2025年）
4. ↑  『ワッチャプリマジ！』（2022年）、『ワッチャプリマジ！スタジオ』（2022年 - 2023年）
5. ↑  シーズン3（2020年）、シーズン4（2021年）

### ユニットメンバー
1. ↑  櫻花ひなた（高橋花林）、水科和歌（和田京子）、望月愛美（望田ひまり）、嘉陽千尋（陽向さおり）、野々宮琴音（内野明音）、黒瀬麗華（早瀬莉花）、今泉更菜（北野更）、相原希（相良茉優）、白拍子美雪（高橋美衣）、霧島理子（菅愛理）、佐久間茜（藤川茜）、椿瑠璃花（井上ほの花）、渡辺晴海（澤田美晴）、舞沢悠（西川舞）、六川麻里紗（飯坂紗幸）、乙葉くるみ（高柳知葉）、岩倉寧々（岩井映美里）、セリア・ウエスギ（杉町麻由子）、日比野彩（七瀬彩夏）、本条佳奈恵（本田かおり）、棗楓李（奥谷楓）
2. ↑  黒瀬麗華（早瀬莉花）、今泉更菜（北野更）、相原希（相良茉優）、白拍子美雪（高橋美衣）、霧島理子（菅愛理）
3. ↑  時女静香（内田秀）、広江ちはる（相良茉優）、土岐すなお（大西亜玖璃）
4. ↑  増田里紅、本郷里実、相良茉優、北守さいか、汐入あすか、森山由梨佳、青山吉能
5. ↑  増田里紅、本郷里実、相良茉優、北守さいか、汐入あすか、森山由梨佳
6. ↑  阪本やよい（伊藤彩沙）、高橋よもぎ（愛美）、細野ゆず（佐々木未来）、清鶴かな（相良茉優）、天野ちとせ（相羽あいな）、秋鹿いろは（黒木ほの香）、藪北さえか（北守さいか）、城ケ崎ひかり（若井友希）、白壁まこ（小原莉子）、小松崎みゆ（櫻川めぐ）、牛久みさお（豊田萌絵）、笠間ひな（葉月ひまり）、六香亭ゆいな（小島菜々恵）、石屋もね（鈴木愛奈）、北斗ちほり（小山百代）
7. ↑  増田里紅、相良茉優
8. ↑  本郷里実、相良茉優、北守さいか、汐入あすか、森山由梨佳、青山吉能、辻森梓咲